# Đội tuyển bóng đá trong nhà nữ quốc gia Việt Nam
Đội tuyển bóng đá trong nhà nữ quốc gia Việt Nam đại diện Việt Nam thi đấu Futsal quốc tế và được điều hành bởi liên đoàn bóng đá Việt Nam.

## Tổng quan
Chuẩn bị cho Đại hội Thể thao trong nhà châu Á kỳ 2007 từ ngày 26 tháng 10 đến 3 tháng 11 tại Ma Cao, tuyển nữ futsal Việt Nam đã tập trung tại Trung tâm Thể thao Thành Long, Thành phố Hồ Chí Minh với 16 cầu thủ. Trong danh sách này có sự trở lại của các cựu binh của đội tuyển bóng đá nữ Việt Nam từng 3 lần đoạt Huy chương vàng SEA Games như Lưu Ngọc Mai, Phùng Thị Minh Nguyệt, Nguyễn Hồng Phúc, Nguyễn Thị Hà. Đội có trận đấu quốc tế đầu tiên gặp Uzbekistan tại Ma Cao. Ở giải Asia Indoor Games 2007, đội cán đích ở vị tri thứ 4. Nữ futsal Việt Nam cũng tham dự thêm hai kỳ Đại hội Thể thao trong nhà châu Á vào năm 2009 và 2013, đều dừng bước từ vòng bảng . Tại đấu trường khu vực Đông Nam Á, nữ Fulsal Việt Nam tham dự 3 kỳ Sea Games vào các năm 2007, 2011 và 2013, đều giành Huy chương bạc. Với giải vô địch Futsal nữ Đông Nam Á, Việt Nam vô địch kỳ năm 2013 tổ chức tại Myanmar. Thua Thái Lan 2–5 trong trận đấu loại ngày 30 tháng 9 và thắng đối thủ trận chung kết 4–3 vào ngày 3 tháng 10 năm 2013. Đây là lần đầu tiên, futsal nữ Việt Nam nói riêng và futsal Việt Nam nói chung đánh bại Thái Lan để vô địch Đông Nam Á.

## Đội ngũ

### Kỹ thuật
Tính đến ngày 26 tháng 4 năm 2018.
| Vị trí                 | Họ tên                | Đơn vị chủ quản         |
| ---------------------- | --------------------- | ----------------------- |
| Lãnh đội               | Bùi Thị Hiền Lương    | Tổng cục TDTT           |
| Huấn luyện viên        | Trương Quốc Tuấn      | Thái Sơn Nam            |
| Trợ lý huấn luyện viên | Phạm Minh Giang       | Thái Sơn Nam            |
| Trợ lý huấn luyện viên | Trần Anh Vũ           | Thái Sơn Nam            |
| Trợ lý huấn luyện viên | Huỳnh Thị Thanh Khiết | Trung tâm TDTT Quận 8   |
| Trợ lý huấn luyện viên | Ngô Lê Bằng           | Thái Sơn Nam            |
| Nhân viên y tế         | Nguyễn Thị Toan       | Trung tâm HLTTQG Hà Nội |

### Cầu thủ
Danh sách tập trung đội tuyển Futsal nữ Quốc gia gồm 19 cầu thủ tập trung năm 2018.
Số lần khoác áo và số bàn thắng cập nhật Năm 2018.
|  | TM | Quách Thu Em            | 30 tháng 1, 1995 (24 tuổi)  | Quận 8          |  |  |
|  | TM | Ngô Nguyễn Thùy Linh    | 21 tháng 6, 1997 (22 tuổi)  | Thái Nguyên     |  |  |
|  | TM | Trần Kim Ngân           | 5 tháng 2, 1998 (21 tuổi)   | Thái Nguyên     |  |  |
|  |    |                         |                             |                 |  |  |
|  | HV | Đỗ Thị Nguyên           | 10 tháng 9, 1993 (26 tuổi)  | Hà Nam          |  |  |
|  | HV | Lê Thị Thùy Linh        | 8 tháng 9, 1993 (26 tuổi)   | District 8, HCM |  |  |
|  | HV | Đỗ Thị Kim Thoa         | 10 tháng 1, 1996 (23 tuổi)  | District 8, HCM |  |  |
|  | HV | Giang Thị Hoài Thanh    | 26 tháng 5, 1999 (20 tuổi)  | District 8, HCM |  |  |
|  |    |                         |                             |                 |  |  |
|  | TV | Nguyễn Thị Hạnh         | 10 tháng 9, 1992 (27 tuổi)  | District 8, HCM |  |  |
|  | TV | Biện Thị Hằng           | 9 tháng 8, 1997 (22 tuổi)   | Hà Nội          |  |  |
|  | TV | Nguyễn Thị Châu         | 18 tháng 6, 1998 (21 tuổi)  | District 8, HCM |  |  |
|  | TV | Lê Ngọc Thanh Thy       | 22 tháng 11, 1999 (20 tuổi) | District 8, HCM |  |  |
|  | TV | Võ Thị Thùy Trinh       | 28 tháng 7, 1994 (25 tuổi)  | Quận 8          |  |  |
|  | TV | Hồ Thị Thu Hiền         | 10 tháng 9, 1998 (21 tuổi)  | Quận 8          |  |  |
|  | TV | Nguyễn Thị Mỹ Anh       | 25 tháng 4, 1997 (22 tuổi)  | Quận 8          |  |  |
|  |    |                         |                             |                 |  |  |
|  | TĐ | Trịnh Nguyễn Thanh Hằng | 10 tháng 10, 1995 (24 tuổi) | District 8, HCM |  |  |
|  | TĐ | Vũ Thị Huyền Linh       | 25 tháng 2, 1997 (22 tuổi)  | Hà Nam          |  |  |
|  | TĐ | Nguyễn Thị Thanh        | 25 tháng 8, 1996 (23 tuổi)  | Hà Nội          |  |  |
|  | TĐ | Nguyễn Thị Huế          | 11 tháng 2, 1993 (26 tuổi)  | Hà Nội          |  |  |
|  | TĐ | Bùi Thị Trang           | 21 tháng 11, 1999 (20 tuổi) | Hà Nội          |  |  |

## Lịch thi đấu
Thắng
      Hoà
      Thua
      Huỷ

### 2022
| 15 tháng 5, 2022 Sea Games Futsal nữ | Việt Nam | 6–0 | Myanmar | Hà Nam, Việt Nam                               |  |
| 16:00 UTC+7                          | Biện Thị Hằng 6' · Nguyễn Thị Châu 7' · Lê Thị Thanh Ngân 12' · Nguyễn Thị Vân Anh 15' · Lê Thu Thanh Hương 21' · Ya Min Lwin 40' (l.n.) |     |         | Sân vận động: Nhà thi đấu thể thao tỉnh Hà Nam |  |

| 17 tháng 5, 2022 Sea Games Futsal nữ | Malaysia            | 1–4 | Việt Nam                                                  | Hà Nam, Việt Nam                               |  |
| 16:00 UTC+7                          | - Zamri 34' (ph.đ.) |     | Bùi Thị Trang 15', 25' · Trịnh Nguyễn Thanh Hằng 18', 31' | Sân vận động: Nhà thi đấu thể thao tỉnh Hà Nam |  |

| 19 tháng 5, 2022 Sea Games Futsal nữ | Việt Nam             | 1–2 | Thái Lan                  | Hà Nam, Việt Nam                               |  |
| 16:00 UTC+7                          | - Trịnh Ngọc Hoa 32' |     | Patitta 25' · Sasicha 28' | Sân vận động: Nhà thi đấu thể thao tỉnh Hà Nam |  |

## Thống kê giải đấu
Danh hiệu vô địch giải Đông Nam Á năm 2013 tại Myanmar, huy chương bạc Sea Games trong cả bốn lần đã dự và hạng tư Asian Games 2007 là một số thống kê của đội.

### Đại hội Thể thao châu Á Trong nhà
| Năm       | Kết quả       | St            | T             | H             | B             | Bt            | Bb            |                    | Huấn luyện viên |
| --------- | ------------- | ------------- | ------------- | ------------- | ------------- | ------------- | ------------- | ------------------ | --------------- |
| 2005      | Không tham dự | Không tham dự | Không tham dự | Không tham dự | Không tham dự | Không tham dự | Không tham dự |                    |                 |
| 2007      | Hạng tư       | 4             | 1             | 1             | 2             | 12            | 15            | Khumron Sumranphun |                 |
| 2009      | Vòng bảng     | 3             | 1             | 0             | 2             | 6             | 9             | Wanwong Somjit     |                 |
| 2013      | Vòng bảng     | 4             | 2             | 0             | 2             | 9             | 7             | Pakphol Sainetngam |                 |
| 2017      | Không tham dự | Không tham dự | Không tham dự | Không tham dự | Không tham dự | Không tham dự | Không tham dự |                    |                 |
| Tổng cộng | Hạng tư       | 11            | 4             | 1             | 6             | 27            | 31            |                    |                 |

### Đại hội Thể thao Đông Nam Á
| Năm       | Kết quả | St | T  | H | B | Bt | Bb |                    | Huấn luyện viên |
| --------- | ------- | -- | -- | - | - | -- | -- | ------------------ | --------------- |
| 2007      | Á quân  | 4  | 2  | 0 | 2 | 10 | 11 | Khumron Sumranphun |                 |
| 2011      | Á quân  | 5  | 3  | 0 | 2 | 16 | 8  | Trương Quốc Tuấn   |                 |
| 2013      | Á quân  | 5  | 2  | 1 | 2 | 13 | 15 | Pakphol Sainetngam |                 |
| 2017      | Á quân  | 4  | 2  | 1 | 1 | 8  | 6  | Trương Quốc Tuấn   |                 |
| 2021      | Á quân  | 3  | 2  | 0 | 1 | 10 | 1  | Trương Quốc Tuấn   |                 |
| Tổng cộng | Á quân  | 21 | 11 | 2 | 8 | 57 | 41 |                    |                 |

### Giải vô địch bóng đá trong nhà nữ châu Á
| Năm       | Kết quả   | St | T | H | B | Bt | Bb |                  | Huấn luyện viên |
| --------- | --------- | -- | - | - | - | -- | -- | ---------------- | --------------- |
| 2015      | Vòng bảng | 3  | 0 | 0 | 3 | 5  | 9  | Trương Quốc Tuấn |                 |
| 2018      | Hạng tư   | 6  | 4 | 1 | 1 | 13 | 7  | Trương Quốc Tuấn |                 |
| Tổng cộng | Hạng tư   | 9  | 4 | 1 | 4 | 18 | 16 |                  |                 |

### Giải Futsal nữ thế giới
| Giải Futsal nữ thế giới | Giải Futsal nữ thế giới | Giải Futsal nữ thế giới | Giải Futsal nữ thế giới | Giải Futsal nữ thế giới | Giải Futsal nữ thế giới | Giải Futsal nữ thế giới | Giải Futsal nữ thế giới | Giải Futsal nữ thế giới |
| Năm                     | Kết quả                 | Vị trí                  | ST                      | T                       | H                       | B                       | BT                      | BB                      |
| ----------------------- | ----------------------- | ----------------------- | ----------------------- | ----------------------- | ----------------------- | ----------------------- | ----------------------- | ----------------------- |
| 2010                    | Không tham dự           | Không tham dự           | Không tham dự           | Không tham dự           | Không tham dự           | Không tham dự           | Không tham dự           | Không tham dự           |
| 2011                    | Không tham dự           | Không tham dự           | Không tham dự           | Không tham dự           | Không tham dự           | Không tham dự           | Không tham dự           | Không tham dự           |
| 2012                    | Không tham dự           | Không tham dự           | Không tham dự           | Không tham dự           | Không tham dự           | Không tham dự           | Không tham dự           | Không tham dự           |
| 2013                    | Không tham dự           | Không tham dự           | Không tham dự           | Không tham dự           | Không tham dự           | Không tham dự           | Không tham dự           | Không tham dự           |
| 2014                    | Không tham dự           | Không tham dự           | Không tham dự           | Không tham dự           | Không tham dự           | Không tham dự           | Không tham dự           | Không tham dự           |
| 2015                    | Không tham dự           | Không tham dự           | Không tham dự           | Không tham dự           | Không tham dự           | Không tham dự           | Không tham dự           | Không tham dự           |
| Tổng                    | 0                       | 0/6                     | 0                       | 0                       | 0                       | 0                       | 0                       | 0                       |